# Árabe tunecino
El árabe tunecino es un dialecto magrebí del idioma árabe hablado por 11 millones de personas en Túnez, no obstante el idioma oficial del país es el árabe estándar. Sus hablantes lo llaman deriya ("dialecto"), para diferenciarlo del árabe, o tunecí (es decir, tunecino). Mientras que el idioma oficial de Túnez es el árabe estándar moderno.
En el interior del país el tunecino se entremezcla con el argelino y el libio como parte del continuum dialectal del que forman parte.
Como la mayoría de lenguas magrebíes, tiene una gran influencia de lenguas bereberes, así como también del idioma púnico y latín Su léxico incluye palabras procedentes de lenguas romances, como el francés, el italiano o el español, por la presencia en Túnez de colonizadores de estas procedencias cuando el país era una colonia italiana.
Su distribución geográfica se extendía por territorios de los países vecinos de Túnez, como Libia o Argelia, en un continuum lingüístico con otros dialectos del árabe. También está presente en las colonias de emigrantes tunecinos en países europeos, como Alemania, Bélgica y Francia.